# Stadtkreisgericht Visaginas

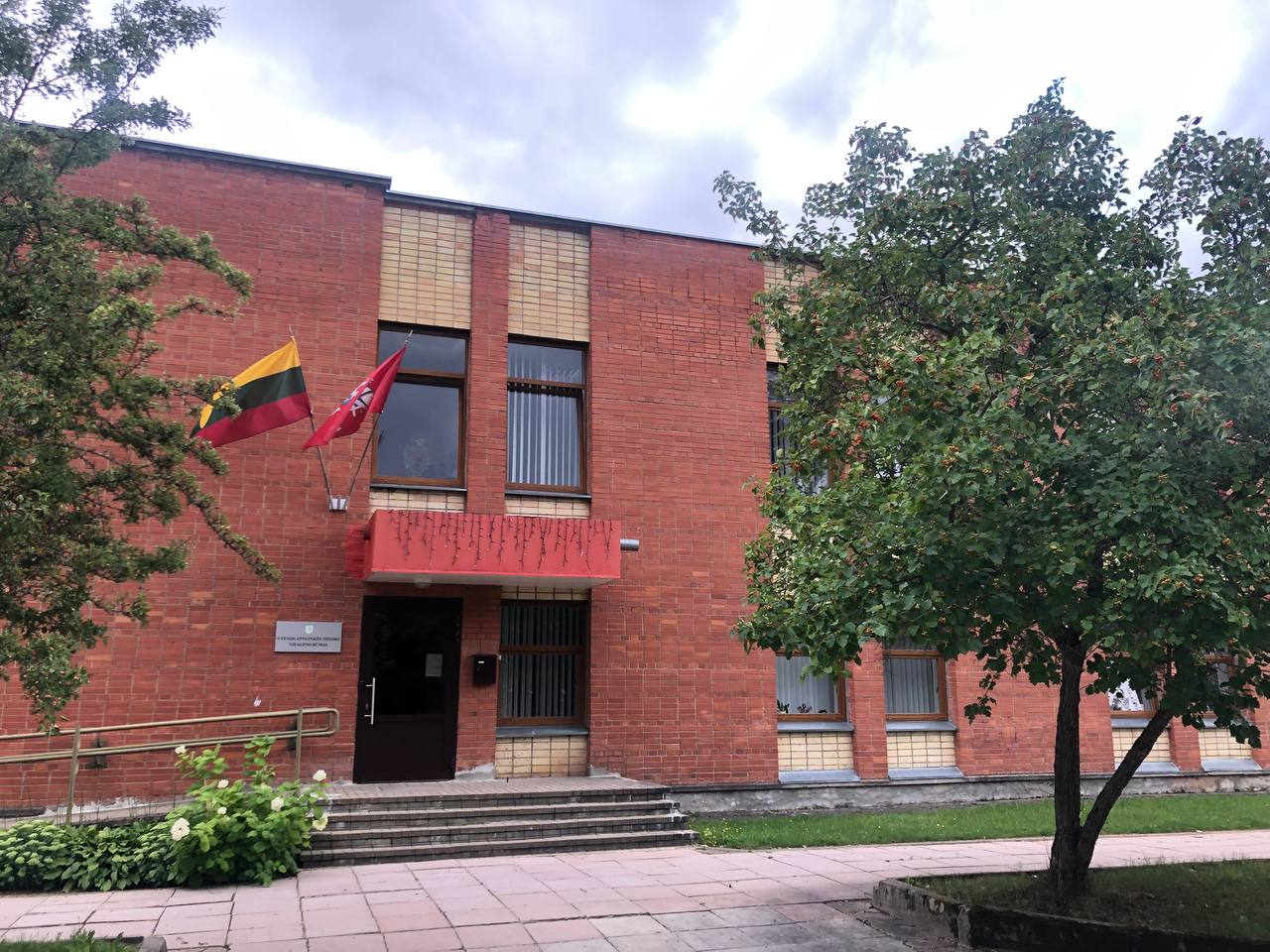
Stadtkreisgericht Visaginas

Das  Stadtkreisgericht Visaginas (litauisch Visagino miesto apylinkės teismas) ist ein Stadtkreisgericht mit vier Richtern in der Stadt Visaginas, Litauen. Das zuständige Territorium ist die Gemeinde Visaginas. Das Gericht der zweiten Instanz ist das Bezirksgericht Panevėžys. Es gibt zwei Richtergehilfinnen, vier Verhandlungssekretärinnen, zwei Dolmetscher, ein Informatik.
Adresse: Taikos g. 80 a.

## Gerichtspräsident
- Valdas Ciesūnas
- 2014: Giedrius Avinas